# Сепе, Луиджи
Луиджи Сепе (итал. Luigi Sepe; род. 8 мая 1991, Торре-дель-Греко, Кампания) — итальянский футболист, вратарь клуба «Салернитана».

## Карьера
Сепе является воспитанником футбольного клуба «Наполи». 28 января 2009 года он в 17-летнем возрасте дебютировал в Серии А в матче против «Фиорентины» (1:2). Сепе заменил на 31-й минуте встречи получившего травму Маттео Джианелло. Больше в основном составе «Наполи» Сепе не играл, оказавшись лишь четвёртым вратарём в команде. В следующих двух сезонах он выступал исключительно за молодёжный состав. В 2011 году Сепе был отдан в аренду на два года клубу «Пиза», который выступал в Леге Про (третий дивизион Италии). В первом сезоне он был резервным вратарём, но в следующем стал основным и провёл в воротах «Пизы» 36 матчей. Сразу по возвращении в «Наполи» в июле 2013 года Сепе вновь был отдан в аренду, на этот раз в «Виртус Ланчано», игравший в Серии B. В сезоне 2013/14 молодой вратарь сыграл 40 матчей за «Виртус». Летом 2014 года он был отправлен в очередную аренду, на этот раз в клуб «Эмполи» из Серии A. Там он вновь стал основным вратарём и выходил в стартовом составе в 31 матче чемпионата. Летом 2015 года Сепе в годичную аренду взяла «Фиорентина». Тренер этой команды Паулу Соуза использовал ротацию вратарей — Чиприан Тэтэрушану защищал ворота команды в матчах национального чемпионата, в то время как Сепе являлся основным вратарём в Лиге Европы.
В 2009 году Сепе сыграл по четыре матча за сборные Италии среди игроков до 18 и 19 лет.
Перед стартом сезона 2018/2019 был отдан в аренду футбольному клуба Парма до конца сезона. После окончания сезона. За сезон вратарь сыграл во всех матчах и пропустил 69 мячей, включая 9 мячей с пенальти, а клуб занял 14 место.
Далее аренда была продлена и стала носить бессрочный характер. В августе 2020 года был выкуплен клубом Парма за 4.5 млн евро чистыми.